# Pastinaca vulgaris
Pastinaca vulgaris är en flockblommig växtart som beskrevs av Pietro Bubani. Pastinaca vulgaris ingår i släktet palsternackor, och familjen flockblommiga växter. Inga underarter finns listade i Catalogue of Life.